# Deutscher Filmpreis/Bester Spielfilm
Gewinner des Deutschen Filmpreises in der Kategorie Bester Spielfilm (früher: Bester programmfüllender Spielfilm). Seit 1999 wird der Gewinner mit der Preisstatuette „Lola“ geehrt. Davor gab es bis 1953 den Wanderpreis „Goldener Leuchter“, dann bis 1960 den Wanderpreis „Goldene Schale“ (ebenso 1974, 1976, 1977 und 1979) und ab 1961 das Filmband in Gold.
Gegenwärtig werden für die besten drei Spielfilmproduktionen absteigend ein Filmpreis in Gold (Dotierung: 500.000 Euro), ein Filmpreis in Silber (425.000 Euro) und ein Filmpreis in Bronze (375.000 Euro) vergeben. Die übrigen nominierten Filme erhalten ein Preisgeld von 250.000 Euro.
Am häufigsten wurden Filmproduktionen von Peter Lilienthal ausgezeichnet (drei Siege), gefolgt von Fatih Akin, Helmut Dietl, Rudolf Jugert, Alexander Kluge, Norbert Kückelmann, Johannes Schaaf, Maximilian Schell, Volker Schlöndorff, Margarethe von Trotta, Wim Wenders und Sönke Wortmann (je zwei Siege).

## Preisträger von 1951 bis 1985
| Jahr       | Film                                            | Regie                    |
| ---------- | ----------------------------------------------- | ------------------------ |
| 1951       | Das doppelte Lottchen                           | Josef von Báky           |
| 1952       | Preis nicht vergeben                            | Preis nicht vergeben     |
| 1953       | Nachts auf den Straßen                          | Rudolf Jugert            |
| 1954       | Weg ohne Umkehr                                 | Victor Vicas             |
| 1955       | Canaris                                         | Alfred Weidenmann        |
| 1956       | Preis nicht vergeben                            | Preis nicht vergeben     |
| 1957       | Der Hauptmann von Köpenick                      | Helmut Käutner           |
| 1958       | Nachts, wenn der Teufel kam                     | Robert Siodmak           |
| 1959       | Helden                                          | Franz Peter Wirth        |
| 1960       | Die Brücke                                      | Bernhard Wicki           |
| 1961– 1963 | Preis nicht vergeben                            | Preis nicht vergeben     |
| 1964       | Kennwort: Reiher                                | Rudolf Jugert            |
| 1965       | Das Haus in der Karpfengasse                    | Kurt Hoffmann            |
| 1966       | Der junge Törless                               | Volker Schlöndorff       |
| 1967       | Abschied von gestern                            | Alexander Kluge          |
| 1968       | Tätowierung                                     | Johannes Schaaf          |
| 1969       | Die Artisten in der Zirkuskuppel: ratlos        | Alexander Kluge          |
| 1970       | Katzelmacher                                    | Rainer Werner Fassbinder |
| 1970       | Malatesta                                       | Peter Lilienthal         |
| 1971       | Erste Liebe                                     | Maximilian Schell        |
| 1971       | Lenz                                            | George Moorse            |
| 1972       | Trotta                                          | Johannes Schaaf          |
| 1972       | Ludwig – Requiem für einen jungfräulichen König | Hans-Jürgen Syberberg    |
| 1973       | Preis nicht vergeben                            | Preis nicht vergeben     |
| 1974       | Der Fußgänger                                   | Maximilian Schell        |
| 1975       | Lina Braake                                     | Bernhard Sinkel          |
| 1976       | Es herrscht Ruhe im Land                        | Peter Lilienthal         |
| 1977       | Heinrich                                        | Helma Sanders-Brahms     |
| 1978       | Die gläserne Zelle                              | Hans W. Geißendörfer     |
| 1979       | Die Blechtrommel                                | Volker Schlöndorff       |
| 1980       | Die letzten Jahre der Kindheit                  | Norbert Kückelmann       |
| 1981       | Preis nicht vergeben                            | Preis nicht vergeben     |
| 1982       | Die bleierne Zeit                               | Margarethe von Trotta    |
| 1983       | Der Stand der Dinge                             | Wim Wenders              |
| 1984       | Wo die grünen Ameisen träumen                   | Werner Herzog            |
| 1985       | Oberst Redl                                     | István Szabó             |

## Preisträger und Nominierte ab 1986

### 1980er-Jahre
1986
Rosa Luxemburg (Filmband in Gold) – Regie: Margarethe von Trotta
- Der Angriff der Gegenwart auf die übrige Zeit (Filmband in Silber) – Regie: Alexander Kluge
- Männer (Filmband in Silber) – Regie: Doris Dörrie

Außerdem nominiert:
- Daheim sterben die Leut’ – Regie: Klaus Gietinger und Leo Hiemer
- Versteckt – Regie: Anthony Page
- Goethe in D. – Regie: Manfred Vosz
- Heidenlöcher – Regie: Wolfram Paulus
- Zuckerbaby – Regie: Percy Adlon

1987
- Francesca (Filmband in Silber) – Regie: Verena Rudolph
- Der Name der Rose (Filmband in Silber) – Regie: Jean-Jacques Annaud
- Das Schweigen des Dichters (Filmband in Silber) – Regie: Peter Lilienthal

Außerdem nominiert:
- 40 Quadratmeter Deutschland – Regie: Tevfik Başer
- Das alte Ladakh – Regie: Clemens Kuby
- Caspar David Friedrich – Grenzen der Zeit – Regie: Peter Schamoni
- Der Flieger – Regie: Erwin Keusch
- Peng! Du bist tot! – Regie: Adolf Winkelmann

1988
Der Himmel über Berlin (Filmband in Gold) – Regie: Wim Wenders
- Der Indianer (Filmband in Silber) – Regie: Rolf Schübel
- Out of Rosenheim (Filmband in Silber) – Regie: Percy Adlon

Außerdem nominiert:
- Drachenfutter – Regie: Jan Schütte
- Der gläserne Himmel – Regie: Nina Grosse
- Der kleine Staatsanwalt – Regie: Hark Bohm
- Man kann ja nie wissen – Regie: Gerhard Hostermann und Diethard Küster
- Sierra Leone – Regie: Uwe Schrader
- Das Treibhaus – Regie: Peter Goedel
- Das weite Land – Regie: Luc Bondy

1989
Yasemin (Filmband in Gold) – Regie: Hark Bohm
- Herbstmilch (Filmband in Silber) – Regie: Joseph Vilsmaier
- Wallers letzter Gang (Filmband in Silber) – Regie: Christian Wagner

Außerdem nominiert:
- Abschied vom falschen Paradies – Regie: Tevfik Başer
- La Amiga – Die Freundin – Regie: Jeanine Meerapfel
- Im Jahr der Schildkröte – Regie: Ute Wieland
- Land der Väter, Land der Söhne – Regie: Nico Hofmann
- Martha Jellneck – Regie: Kai Wessel
- Fürchten und Lieben (Paura e amore) – Regie: Margarethe von Trotta
- Der Sommer des Falken – Regie: Arend Agthe

### 1990er-Jahre
1990
Letzte Ausfahrt Brooklyn (Filmband in Gold) – Regie: Uli Edel
- Georg Elser – Einer aus Deutschland (Filmband in Silber) – Regie: Klaus Maria Brandauer
- Das Spinnennetz (Filmband in Silber) – Regie: Bernhard Wicki

Außerdem nominiert:
- American Beauty Ltd. – Regie: Dieter Marcello
- Janssen: Ego – Regie: Peter Voss-Andreae
- Der Rosengarten – Regie: Fons Rademakers
- Das schreckliche Mädchen – Regie: Michael Verhoeven
- Sturzflug – Regie: Thorsten Näter
- Verfolgte Wege – Regie: Uwe Janson
- Zwei Frauen – Regie: Carl Schenkel

1991
Malina (Filmband in Gold) – Regie: Werner Schroeter
- Homo Faber (Filmband in Silber) – Regie: Volker Schlöndorff
- Der Tangospieler (Filmband in Silber) – Regie: Roland Gräf

Außerdem nominiert:
- Go Trabi Go – Regie: Peter Timm
- Das Heimweh des Walerjan Wróbel – Regie: Rolf Schübel
- Nie im Leben – Regie: Helmut Berger und Nina Grosse
- Das serbische Mädchen – Regie: Peter Sehr
- Step Across the Border – Regie: Nicolas Humbert und Werner Penzel
- Winckelmanns Reisen – Regie: Jan Schütte

1992
Schtonk! (Filmband in Gold) – Regie: Helmut Dietl
- Das Land hinter dem Regenbogen (Filmband in Silber) – Regie: Herwig Kipping
- Leise Schatten (Filmband in Silber) – Regie: Sherry Hormann

Außerdem nominiert:
- Buster’s Bedroom – Regie: Rebecca Horn
- Celibidache – Regie: Jan Schmidt-Garre
- Happy Birthday, Türke! – Regie: Doris Dörrie
- Max Ernst: Mein Vagabundieren – Meine Unruhe – Regie: Peter Schamoni
- Pizza Colonia – Regie: Klaus Emmerich
- Der schwarze Kasten – Regie: Johann Feindt und Tamara Trampe
- Wildfeuer – Regie: Jo Baier

1993
- Kleine Haie (Filmband in Silber) – Regie: Sönke Wortmann
- Der olympische Sommer (Filmband in Silber) – Regie: Gordian Maugg
- Wir können auch anders … (Filmband in Silber) – Regie: Detlev Buck

Außerdem nominiert:
- Herzsprung – Regie: Helke Misselwitz
- Krücke – Regie: Jörg Grünler
- Langer Gang – Regie: Yılmaz Arslan
- Meine Tochter gehört mir – Regie: Vivian Naefe
- Neues in Wittstock – Regie: Volker Koepp
- Nordkurve – Regie: Adolf Winkelmann
- Der Störenfried – Ermittlungen zu Oskar Brüsewitz – Regie: Thomas Frickel

1994
Kaspar Hauser (Filmband in Gold) – Regie: Peter Sehr
- Auf Wiedersehen Amerika (Filmband in Silber) – Regie: Jan Schütte
- Balagan (Filmband in Silber) – Regie: Andres Veiel

Außerdem nominiert:
- Abgeschminkt! – Regie: Katja von Garnier
- Abschied von Agnes – Regie: Michael Gwisdek
- In weiter Ferne, so nah! – Regie: Wim Wenders
- Zeit des Zorns (Il Lungo silenzio) – Regie: Margarethe von Trotta
- Oben – Unten – Regie: Joseph Orr

1995
Der bewegte Mann (Filmband in Gold) – Regie: Sönke Wortmann
- Keiner liebt mich (Filmband in Silber) – Regie: Doris Dörrie
- Verhängnis (Filmband in Silber) – Regie: Fred Kelemen

Außerdem nominiert:
- Burning Life – Regie: Peter Welz
- Hasenjagd – Vor lauter Feigheit gibt es kein Erbarmen – Regie: Andreas Gruber
- Ich bin nicht Gott, aber wie Gott – Regie: Claus Strobel
- Maries Lied: Ich war, ich weiß nicht wo – Regie: Niko Brücher
- Die Sieger – Regie: Dominik Graf

1996
Der Totmacher (Filmband in Gold) – Regie: Romuald Karmakar
- Mutters Courage (Filmband in Silber) – Regie: Michael Verhoeven
- Schlafes Bruder (Filmband in Silber) – Regie: Joseph Vilsmaier

Außerdem nominiert:
- Lisbon Story – Regie: Wim Wenders
- Männerpension – Regie: Detlev Buck
- Stadtgespräch – Regie: Rainer Kaufmann
- Die Überlebenden – Regie: Andres Veiel
- Niki de Saint Phalle – Regie: Peter Schamoni

1997
Rossini – oder die mörderische Frage, wer mit wem schlief (Filmband in Gold) – Regie: Helmut Dietl
- Jenseits der Stille (Filmband in Silber) – Regie: Caroline Link
- Das Leben ist eine Baustelle (Filmband in Silber) – Regie: Wolfgang Becker

Außerdem nominiert:
- 14 Tage lebenslänglich – Regie: Roland Suso Richter
- Engelchen – Regie: Helke Misselwitz
- Knockin’ on Heaven’s Door – Regie: Thomas Jahn
- Lea – Regie: Ivan Fíla
- Nach Saison – Regie: Pepe Danquart und Mirjam Quinte

1998
Comedian Harmonists (Filmband in Gold) – Regie: Joseph Vilsmaier
- Winterschläfer (Filmband in Silber) – Regie: Tom Tykwer
- Zugvögel … Einmal nach Inari (Filmband in Silber) – Regie: Peter Lichtefeld

Außerdem nominiert:
- Die Apothekerin – Regie: Rainer Kaufmann
- Frau Rettich, die Czerni und ich – Regie: Markus Imboden
- Härtetest – Regie: Janek Rieke
- Kinderland ist abgebrannt – Regie: Sibylle Tiedemann und Ute Badura
- Obsession – Regie: Peter Sehr

1999
Lola rennt (Filmpreis in Gold) – Regie: Tom Tykwer
- 23 – Nichts ist so wie es scheint (Filmpreis in Silber) – Regie: Hans-Christian Schmid
- Nachtgestalten (Filmpreis in Silber) – Regie: Andreas Dresen

Außerdem nominiert:
- Aimée & Jaguar – Regie: Max Färberböck
- Herr Zwilling und Frau Zuckermann – Regie: Volker Koepp
- Kurz und schmerzlos – Regie: Fatih Akin
- Wir machen weiter... – Regie: Wolfgang Ettlich
- Bin ich schön? – Regie: Doris Dörrie

### 2000er-Jahre
2000
Die Unberührbare (Filmpreis in Gold) – Regie: Oskar Roehler
- Absolute Giganten (Filmpreis in Silber) – Regie: Sebastian Schipper
- Sonnenallee (Filmpreis in Silber) – Regie: Leander Haußmann

Außerdem nominiert:
- Ein Lied von Liebe und Tod – Gloomy Sunday – Regie: Rolf Schübel
- The Million Dollar Hotel – Regie: Wim Wenders
- Wege in die Nacht – Regie: Andreas Kleinert
- Käpt’n Blaubär – Der Film – Regie: Hayo Freitag

2001
Die innere Sicherheit (Filmpreis in Gold) – Regie: Christian Petzold
- Crazy (Filmpreis in Silber) – Regie: Hans-Christian Schmid
- Der Krieger und die Kaiserin (Filmpreis in Silber) – Regie: Tom Tykwer

Außerdem nominiert:
- alaska.de – Regie: Esther Gronenborn
- Das Experiment – Regie: Oliver Hirschbiegel
- Gran Paradiso – Regie: Miguel Alexandre

2002
Nirgendwo in Afrika (Filmpreis in Gold) – Regie: Caroline Link
- Halbe Treppe (Filmpreis in Silber) – Regie: Andreas Dresen
- Heaven (Filmpreis in Silber) – Regie: Tom Tykwer

Außerdem nominiert:
- Bella Martha – Regie: Sandra Nettelbeck
- Das weisse Rauschen – Regie: Hans Weingartner
- Wie Feuer und Flamme – Regie: Connie Walther

2003
Good Bye, Lenin! (Filmpreis in Gold) – Regie: Wolfgang Becker
- Lichter (Filmpreis in Silber) – Regie: Hans-Christian Schmid
- Nackt (Filmpreis in Silber) – Regie: Doris Dörrie

Außerdem nominiert:
- Elefantenherz – Regie: Züli Aladağ
- Pigs Will Fly – Regie: Eoin Moore
- Solino – Regie: Fatih Akin

2004
Gegen die Wand (Filmpreis in Gold) – Regie: Fatih Akin
- Kroko (Filmpreis in Silber) – Regie: Sylke Enders
- Das Wunder von Bern (Filmpreis in Silber) – Regie: Sönke Wortmann

Außerdem nominiert:
- Herr Lehmann – Regie: Leander Haußmann
- Muxmäuschenstill – Regie: Marcus Mittermeier
- Wolfsburg – Regie: Christian Petzold

2005
Alles auf Zucker! (Filmpreis in Gold) – Regie: Dani Levy
- Die fetten Jahre sind vorbei (Filmpreis in Silber) – Regie: Hans Weingartner
- Sophie Scholl – Die letzten Tage (Filmpreis in Silber) – Regie: Marc Rothemund

Außerdem nominiert:
- Agnes und seine Brüder – Regie: Oskar Roehler
- Der neunte Tag – Regie: Volker Schlöndorff
- Der Wald vor lauter Bäumen – Regie: Maren Ade

2006
Das Leben der Anderen (Filmpreis in Gold) – Regie: Florian Henckel von Donnersmarck
- Knallhart (Filmpreis in Silber) – Regie: Detlev Buck
- Requiem (Filmpreis in Silber) – Regie: Hans-Christian Schmid

Außerdem nominiert:
- Komm näher – Regie: Vanessa Jopp
- Paradise Now – Regie: Hany Abu-Assad
- Sommer vorm Balkon – Regie: Andreas Dresen

2007
Vier Minuten (Filmpreis in Gold) – Regie: Chris Kraus
- Wer früher stirbt ist länger tot (Filmpreis in Silber) – Regie: Marcus H. Rosenmüller
- Das Parfum – Die Geschichte eines Mörders (Filmpreis in Silber) – Regie: Tom Tykwer

Außerdem nominiert:
- Emmas Glück – Regie: Sven Taddicken
- Die Fälscher – Regie: Stefan Ruzowitzky
- Winterreise – Regie: Hans Steinbichler

2008
Auf der anderen Seite (Filmpreis in Gold) – Regie: Fatih Akin
- Kirschblüten – Hanami (Filmpreis in Silber) – Regie: Doris Dörrie
- Die Welle (Filmpreis in Bronze) – Regie: Dennis Gansel

Außerdem nominiert:
- Am Ende kommen Touristen – Regie: Robert Thalheim
- Shoppen – Regie: Ralf Westhoff
- Yella – Regie: Christian Petzold

2009
John Rabe (Filmpreis in Gold) – Produktion: Mischa Hofmann, Benjamin Herrmann, Jan Mojto, Regie: Florian Gallenberger
- Im Winter ein Jahr (Filmpreis in Silber) – Produktion: Uschi Reich, Martin Moszkowicz, Regie: Caroline Link
- Wolke 9 (Filmpreis in Bronze) – Produktion: Peter Rommel, Regie: Andreas Dresen

Außerdem nominiert:
- Der Baader Meinhof Komplex – Produktion: Bernd Eichinger, Regie: Uli Edel
- Chiko – Produktion: Fatih Akin, Klaus Maeck, Regie: Özgür Yıldırım
- Jerichow – Produktion: Florian Koerner von Gustorf, Michael Weber, Regie: Christian Petzold

### 2010er-Jahre
2010
Das weiße Band – Eine deutsche Kindergeschichte (Filmpreis in Gold) – Produktion: Stefan Arndt, Regie: Michael Haneke
- Sturm (Filmpreis in Silber) – Produktion: Britta Knöller, Hans-Christian Schmid, Regie: Hans-Christian Schmid
- Die Fremde (Filmpreis in Bronze) – Produktion: Feo Aladag, Züli Aladağ, Regie: Feo Aladağ

Außerdem nominiert:
- Alle anderen – Produktion: Janine Jackowski, Maren Ade, Dirk Engelhardt, Regie: Maren Ade
- Soul Kitchen – Produktion: Fatih Akin, Klaus Maeck, Regie: Fatih Akin
- Wüstenblume – Produktion: Peter Herrmann, Regie: Sherry Hormann

2011
Vincent will Meer (Filmpreis in Gold) – Produktion: Harald Krügler, Viola Jäger, Regie: Ralf Huettner
- Almanya – Willkommen in Deutschland (Filmpreis in Silber) – Produktion: Andreas Richter, Ursula Woerner, Annie Brunner (Roxy-Film), Regie: Yasemin Şamdereli
- Wer wenn nicht wir (Filmpreis in Bronze) – Produktion: Thomas Kufus, Regie: Andres Veiel

Außerdem nominiert:
- Drei – Produktion: Stefan Arndt, Regie: Tom Tykwer
- Der ganz große Traum – Produktion: Anatol Nitschke, Raoul B. Reinert, Regie: Sebastian Grobler
- Goethe! – Produktion: Christoph Müller, Helge Sasse, Regie: Philipp Stölzl

2012
Halt auf freier Strecke (Filmpreis in Gold) – Produktion: Peter Rommel, Regie: Andreas Dresen
- Barbara (Filmpreis in Silber) – Produktion: Florian Koerner von Gustorf und Michael Weber, Regie: Christian Petzold
- Kriegerin (Filmpreis in Bronze) – Produktion: Eva-Marie Martens und René Frotscher, Regie: David Wnendt

Außerdem nominiert:
- Anonymus – Produktion: Roland Emmerich, Larry Franco und Robert Léger, Regie: Roland Emmerich
- Dreiviertelmond – Produktion: Robert Marciniak und Uli Aselmann, Regie: Christian Zübert
- Hell – Produktion: Thomas Wöbke und Gabriele M. Walther, Regie: Tim Fehlbaum

2013
Oh Boy (Filmpreis in Gold) – Produktion: Marcos Kantis und Alexander Wadouh, Regie: Jan-Ole Gerster
- Hannah Arendt (Filmpreis in Silber) – Produktion: Bettina Brokemper, Regie: Margarethe von Trotta
- Lore (Filmpreis in Bronze) – Produktion: Karsten Stöter, Benny Drechsel, Liz Watts und Paul Welsh, Regie: Cate Shortland

Außerdem nominiert:
- Cloud Atlas – Produktion: Stefan Arndt, Grant Hill, Lana Wachowski, Andy Wachowski und Tom Tykwer, Regie: Lana Wachowski, Andy Wachowski und Tom Tykwer
- Quellen des Lebens – Produktion: Stefan Arndt, Regie: Oskar Roehler
- Die Wand – Produktion: Rainer Kölmel und Wasiliki Bleser Regie: Julian Roman Pölsler

2014
Die andere Heimat – Chronik einer Sehnsucht (Filmpreis in Gold) – Produktion: Christian Reiz, Regie: Edgar Reitz
- Das finstere Tal (Filmpreis in Silber) – Produktion: Helmut Grasser und Stefan Arndt, Regie: Andreas Prochaska
- Zwei Leben (Filmpreis in Bronze) – Produktion: Dieter Zeppenfeld, Rudi Teichmann und Axel Helgeland, Regie: Georg Maas

Außerdem nominiert:
- Fack ju Göhte – Produktion: Christian Becker und Lena Schömann, Regie: Bora Dagtekin
- Finsterworld – Produktion: Tobias Walker und Philipp Worm, Regie: Frauke Finsterwalder
- Love Steaks – Produktion: Ines Schiller und Golo Schultz, Regie: Jakob Lass

2015
Victoria (Filmpreis in Gold) – Produktion: Sebastian Schipper und Jan Dressler, Regie: Sebastian Schipper
- Jack (Filmpreis in Silber) – Produktion: Jan Krüger und René Römert, Regie: Edward Berger
- Zeit der Kannibalen (Filmpreis in Bronze) – Produktion: Milena Maitz, Regie: Johannes Naber

Außerdem nominiert:
- Im Labyrinth des Schweigens – Produktion: Uli Putz, Sabine Lamby und Jakob Claussen, Regie: Giulio Ricciarelli
- Who Am I – Kein System ist sicher – Produktion: Max Wiedemann und Quirin Berg, Regie: Baran bo Odar
- Wir sind jung. Wir sind stark. – Produktion: Jochen Laube und Leif Alexis, Regie: Burhan Qurbani

2016
Der Staat gegen Fritz Bauer (Filmpreis in Gold) – Produktion: Thomas Kufus, Regie: Lars Kraume
- Herbert (Filmpreis in Silber) – Produktion: Undine Filter, Thomas Král und Anatol Nitschke, Regie: Thomas Stuber
- 4 Könige (Filmpreis in Bronze) – Produktion: Benjamin Seikel und Florian Schmidt-Prange, Regie: Theresa von Eltz

Außerdem nominiert:
- Er ist wieder da – Produktion: Christoph Müller und Lars Dittrich, Regie: David Wnendt
- Grüße aus Fukushima – Produktion: Harald Kügler und Molly von Fürstenberg, Regie: Doris Dörrie
- Ein Hologramm für den König – Produktion: Uwe Schott und Stefan Arndt, Regie: Tom Tykwer

2017
Toni Erdmann (Filmpreis in Gold) – Produktion: Janine Jackowski, Jonas Dornbach und Maren Ade, Regie: Maren Ade
- 24 Wochen (Filmpreis in Silber) – Produktion: Melanie Berke, Tobias Büchner und Thomas Kufus, Regie: Anne Zohra Berrached
- Wild (Filmpreis in Bronze) – Produktion: Bettina Brokemper, Regie: Nicolette Krebitz

Außerdem nominiert:
- Die Blumen von gestern – Produktion: Danny Krausz und Kathrin Lemme, Regie: Chris Kraus
- Tschick – Produktion: Marco Mehlitz, Regie: Fatih Akin
- Willkommen bei den Hartmanns – Produktion: Quirin Berg, Max Wiedemann, Simon Verhoeven und Michael Verhoeven, Regie: Simon Verhoeven

2018
3 Tage in Quiberon (Filmpreis in Gold) – Produktion: Karsten Stöter, Regie: Emily Atef
- Aus dem Nichts (Filmpreis in Silber) – Produktion: Nurhan Şekerci-Porst, Fatih Akin, Herman Weigel, Regie: Fatih Akin
- Western (Filmpreis in Bronze) – Produktion: Jonas Dornbach, Janine Jackowski, Maren Ade, Valeska Grisebach, Regie: Valeska Grisebach

Außerdem nominiert:
- Der Hauptmann – Produktion: Frieder Schlaich, Irene von Alberti, Regie: Robert Schwentke
- In den Gängen – Produktion: Jochen Laube, Fabian Maubach, Regie: Thomas Stuber
- Das schweigende Klassenzimmer – Produktion: Miriam Düssel, Regie: Lars Kraume

2019
Gundermann (Filmpreis in Gold) – Produktion: Claudia Steffen, Christoph Friedel, Regie: Andreas Dresen
- Styx (Filmpreis in Silber) – Produktion: Marcos Kantis, Regie: Wolfgang Fischer
- Der Junge muss an die frische Luft (Filmpreis in Bronze) – Produktion: Sebastian Werninger, Nico Hofmann, Hermann Florin, Regie: Caroline Link

Außerdem nominiert:
- 25 km/h – Produktion: Markus Goller, Oliver Ziegenbalg, Regie: Markus Goller
- Das schönste Mädchen der Welt – Produktion: Sebastian Zühr, Timm Oberwelland, Peter Eiff, Theodor Gringel, Regie: Aron Lehmann
- Transit – Produktion: Florian Koerner von Gustorf, Michael Weber, Antonin Dedet; Regie: Christian Petzold

### 2020er-Jahre
2020
Systemsprenger (Filmpreis in Gold) – Produktion: Peter Hartwig, Jonas Weydemann, Jakob D. Weydemann, Regie: Nora Fingscheidt
- Berlin Alexanderplatz (Filmpreis in Silber) – Produktion: Leif Alexis, Jochen Laube, Fabian Maubach, Regie: Burhan Qurbani
- Es gilt das gesprochene Wort (Filmpreis in Bronze) – Produktion: Ingo Fliess, Regie: İlker Çatak

Außerdem nominiert:
- Lara – Produktion: Marcos Kantis, Martin Lehwald, Michal Pokorny, Regie: Jan-Ole Gerster
- Lindenberg! Mach dein Ding – Produktion: Michael Lehmann, Johannes Pollmann, Günther Russ, Regie: Hermine Huntgeburth
- Undine – Produktion: Florian Koerner von Gustorf, Michael Weber, Margaret Ménégoz, Regie: Christian Petzold

2021
Ich bin dein Mensch (Filmpreis in Gold) – Produktion: Lisa Blumenberg, Regie: Maria Schrader
- Fabian oder Der Gang vor die Hunde (Filmpreis in Silber) – Produktion: Felix von Boehm, Regie: Dominik Graf
- Curveball – Wir machen die Wahrheit (Filmpreis in Bronze) – Produktion: Amir Hamz, Christian Springer, Fahri Yardım, Regie: Johannes Naber

Außerdem nominiert:
- Je suis Karl – Produktion: Christoph Friedel, Claudia Steffen, Regie: Christian Schwochow
- Schachnovelle – Produktion: Philipp Worm, Tobias Walker, Regie: Philipp Stölzl
- Und morgen die ganze Welt – Produktion: Fabian Gasmia, Julia von Heinz, Regie: Julia von Heinz

2022
Lieber Thomas (Filmpreis in Gold) – Produktion: Michael Souvignier, Till Derenbach, Regie: Andreas Kleinert
- Rabiye Kurnaz gegen George W. Bush (Filmpreis in Silber) – Produktion: Claudia Steffen, Christoph Friedel, Regie: Andreas Dresen
- Große Freiheit (Filmpreis in Bronze) – Produktion: Benny Drechsel, Sabine Moser, Oliver Neumann, Regie: Sebastian Meise

Außerdem nominiert:
- Contra – Produktion: Christoph Müller, Tom Spieß, Regie: Sönke Wortmann
- Spencer – Produktion: Jonas Dornbach, Janine Jackowski, Maren Ade, Regie: Pablo Larraín
- Wunderschön – Produktion: Lothar Hellinger, Christopher Doll, Regie: Karoline Herfurth

2023
Das Lehrerzimmer (Filmpreis in Gold) – Produktion: Ingo Fliess
- Im Westen nichts Neues (Filmpreis in Silber) – Produktion: Malte Grunert
- Holy Spider (Filmpreis in Bronze) – Produktion: Sol Bondy und Jacob Jarek

Außerdem nominiert:
- Rheingold – Produktion: Fatih Akin, Nurhan Şekerci-Porst und Herman Weigel
- Sonne und Beton – Produktion: Fabian Gasmia, David Wnendt und Seven Elephants
- Wann wird es endlich wieder so, wie es nie war – Produktion: Janine Jackowski, Jonas Dornbach und Maren Ade

2024
Sterben (Filmpreis in Gold) – Produktion: Jan Krüger, Ulf Israel und Matthias Glasner
- Der Fuchs (Filmpreis in Silber) – Produktion: Hana Geißendörfer, Malte Can und Gerrit Klein
- Im toten Winkel (Filmpreis in Bronze) – Produktion: Mehmet Aktaş

Außerdem nominiert:
- Elaha – Produktion: Matthias Greving
- Ein ganzes Leben – Produktion: Timm Oberwelland, Theodor Gringel und Dieter Pochlatko
- Die Theorie von Allem – Produktion: Heino Deckert und Viktoria Stolpe

2025
September 5 (Filmpreis in Gold) – Produktion: Philipp Trauer, Thomas Wöbke und Tim Fehlbaum
- Die Saat des heiligen Feigenbaums (Filmpreis in Silber) – Produktion: Mohammad Rasoulof, Mani Tilgner und Rozita Hendijanian
- In Liebe, Eure Hilde (Filmpreis in Bronze) – Produktion: Claudia Steffen, Christoph Friedel und Regina Ziegler

Außerdem nominiert:
- Islands – Produktion: Maximilian Leo und Jonas Katzenstein
- Köln 75 – Produktion: Sol Bondy und Fred Burle
- Vena – Produktion: Dietmar Güntsche und Martin Rohé